# Сельское поселение Зареченск
Сельское поселение Зареченск — муниципальное образование. Территория сельского поселения входит в состав территории муниципального образования Кандалакшский район, Мурманской области, Россия. Административным центром сельского поселения является село Зареченск. Население на 1 января 2006 года составляло 1019 человек. В составе сельского поселения три населённых пункта: село Зареченск (административный центр), село Ковдозеро и железнодорожная станция Нямозеро. Расстояние до районного центра, города Кандалакша — 120 км.

## Состав
В состав сельского поселения входят 3 населённых пункта.
| № | Населённый пункт | Тип населённого пункта       | Население   |
| - | ---------------- | ---------------------------- | ----------- |
| 1 | Зареченск        | село, административный центр | ↘621 (2010) |
| 2 | Ковдозеро        | село                         | ↘121 (2010) |
| 3 | Нямозеро         | станция                      | ↘8 (2010)   |

## Население
| 2010 | 2012 | 2013 | 2014 | 2015 | 2016 | 2017 |
| ---- | ---- | ---- | ---- | ---- | ---- | ---- |
| 750  | ↘730 | ↘709 | ↗717 | ↘689 | ↘669 | ↘659 |
| 2018 | 2019 | 2020 | 2021 | 2023 |      |      |
| ↘641 | ↘617 | ↘614 | ↘413 | ↘385 |      |      |

Численность населения, проживающего на территории населённого пункта, по данным Всероссийской переписи населения 2010 года составляет 750 человек, из них 342 мужчины (45,6 %) и 408 женщин (54,4 %).